# Felsőfalu
Felfalu ( szlovákul: Chvalová) község Szlovákiában, a Besztercebányai kerületben, a Nagyrőcei járásban.

## Fekvése
Tornaljától 15 km-re északnyugatra, a Turóc-patak partján fekszik.

## Története
Területén már a kőkorszakban éltek emberek, ezt bizonyítják a bükki kultúrához tartozó település leletei. A korai bronzkorban a pilinyi kultúra népe élt itt, de kerültek elő pénzérmék a 11-12. századból is.
A mai település a 14. század elején keletkezett[forrás?], 1343-ban „Felfalu” néven említik először. 1427-ben „Felsewfalu” néven említik. Neve a szomszédos Szkáros településhez képesti elhelyezkedéséből származik. A 15. században a Zsoldos család birtoka, amely ekkor 12 portát birtokolt a faluban. A török támadások hatására lakóinak nagy része elmenekült és csak a 18. század elején telepítették újra. A későbbiekben története a birtokos Hanvay családhoz kapcsolódik.
A 18. század végén Vályi András így ír róla: „FÉL FALU. Chvalova. Tót falu Gömör Vármegyében, birtokosai Kováts, és több Urak, lakosai katolikusok, és másfélék, fekszik Deresknek szomszédságában, ’s ennek filiája, Jolsvától sem meszsze. Határja nagyobb részén hegyes, és nehezen miveltetik, legelője szoross, mind a’ kétféle fája elég, malma az Uraságé helyben, piatzozása közel 672 gyümöltsös kertyei nagyok, és hasznosok, kendert áztató vize helyben, második Osztálybéli.”
1828-ban 224 lakosa volt. Lakói főként mezőgazdaságból, faárukészítésből, pálinkafőzésből éltek.
A 19. század közepén Fényes Elek eképpen írja le: „Félfalu, Chwalowa, tót falu, Gömör és Kis-Hont egyesült vgyékben, Rima-Szombathoz 1 1/2 mfld: 49 kath., 175 ref. lak., kik magyarul is tudnak, de magok közt tótul beszélnek. Termékeny határ. Sok gyümölcs. Derék erdő.”
Borovszky monográfiasorozatának Gömör-Kishont vármegyét tárgyaló része szerint: „Felfalu, ratkóvölgyi magyar kisközség, körjegyzőségi székhely, 43 házzal és 199, nagyobbára ev. ref. vallású lakossal. E község 1343-ban szerepel először. 1427-ben a runyai Soldos család az ura s 1550-ben új adományt nyer a községre; rajta kívül részeket bírnak itt a Hanvay, Darvas, Nagyszájú, Sándor, Szkárosy és Kerepeczy családok. Későbbi birtokosai a Sebe, Rathó, Rokfalussy, Ragályi családok; jelenleg Szent-Ivány Árpádnak van itt nagyobb birtoka. A XVIII. században Chwalova tót néven is szerepel és ez időben a lakosok nagy része szilva-aszalással és pálinkafőzéssel foglalkozott. Ugyanekkor Félfalu néven is emlegetik. A község határában cseppkőbarlang van, melyet azonban még nem kutattak át. Református temploma 1875-ben épült. Felfaluhoz tartozik Kőbánya puszta, mely 1413-ban mint külön község Kewbanyalehotha néven van említve. 1427-ben az Uza család birtoka volt. Ugyancsak ezen a vidéken feküdt Azajnok község, mely 1428-ban a Derencsényi család birtoka. Ez utóbbi községnek ma már nyoma sincsen. A posta Szkároson van, távírója és vasúti állomása pedig Tornallya.”
A trianoni diktátumig Gömör-Kishont vármegye Tornaljai járásához tartozott. 1939 és 1945 között újra Magyarország része volt.

## Népessége
| Év:            | 1994. | 2004.   | 2014.    | 2024.   |
| -------------- | ----- | ------- | -------- | ------- |
| Emberek száma: | 157   | 165     | 207      | 194     |
| Eltérés:       |       | +5,09 % | +25,45 % | -6,28 % |

| Év:            | 2023. | 2024.   |
| -------------- | ----- | ------- |
| Emberek száma: | 193   | 194     |
| Eltérés:       |       | +0,51 % |

1910-ben 205-en, túlnyomórészt magyarok lakták.
2001-ben 164 lakosából 98 szlovák és 64 magyar.
2011-ben 174 lakosából 60 szlovák, 60 magyar és 45 cigány.

## Nevezetességei
- Református temploma 1875-ben épült.
- Régészeti lelőhely.
- Későbarokk kúria a 19. század elejéről, melyet később római katolikus templommá építettek át.

## Külső hivatkozások
- Községinfó
- Felfalu Szlovákia térképén
- Felfalu a Gömör-Kishont Régió honlapján
- E-obce.sk